# Weihrauchstraße

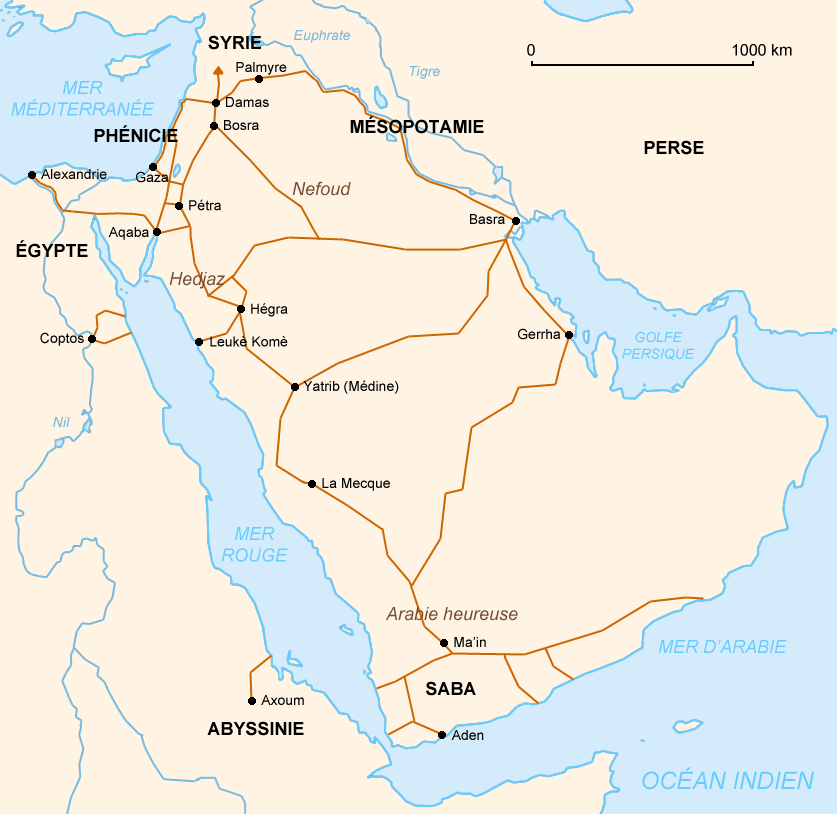
Handelsrouten durch das Gebiet der Nabatäer.

Die Wirtschaft des Königreichs Qataban (hellblau) um 230 n. Chr. basierte stark auf den Anbau und Handel mit Gewürzen, Weihrauch und Myrrhe. Verbindungen bestanden in die Mittelmeerregion, nach Indien und Abessinien. Der Transport erfolgte über Land mit Kamelen durch Arabien und auf dem Seeweg nach Indien bzw. Mittelmeerraum

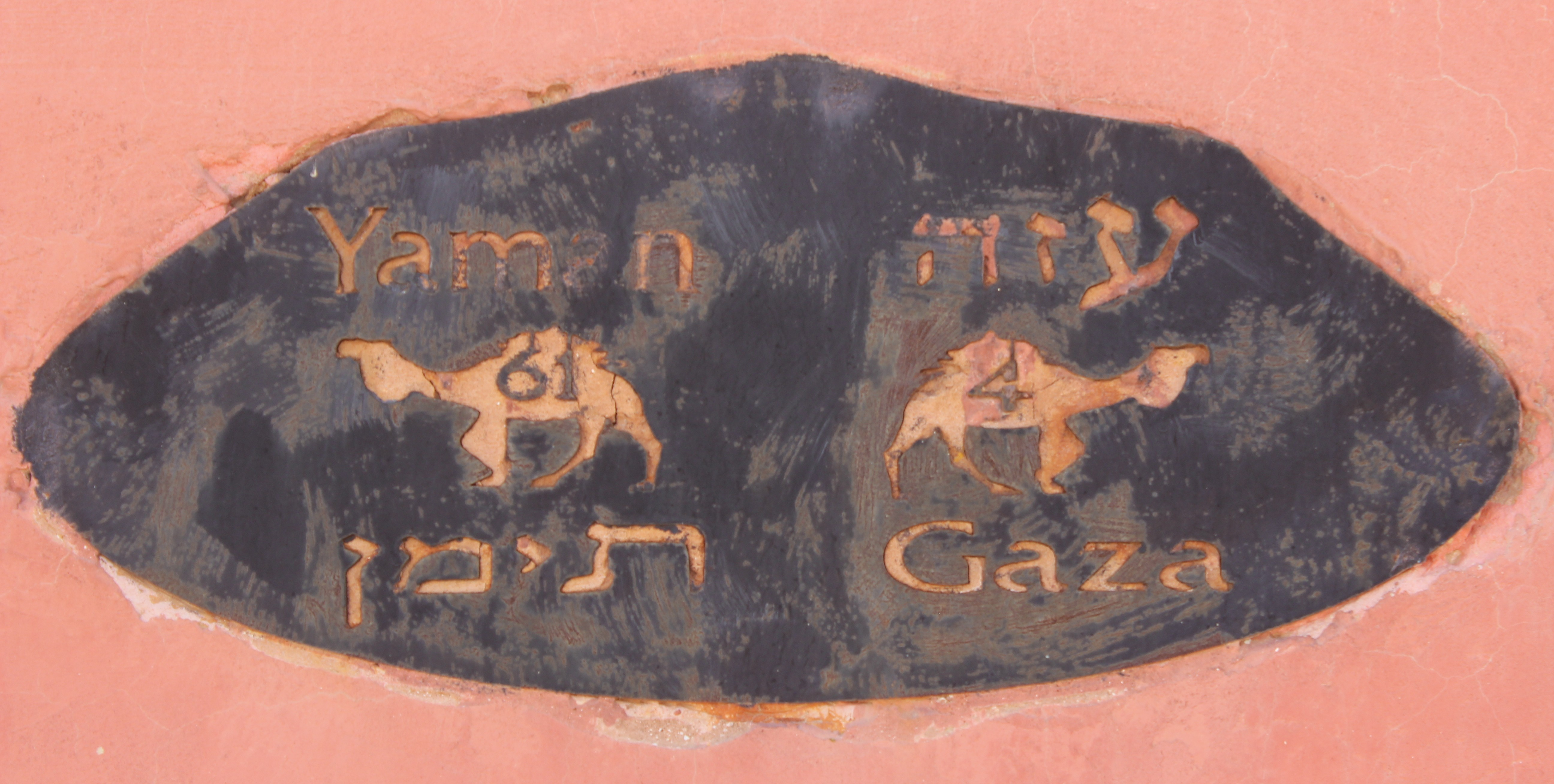
Wegweiser auf der Weihrauchroute. 61 Tage bis zum Jemen, 4 Tage bis Gaza.

Die Weihrauchstraße von Südarabien zum Mittelmeer ist eine der ältesten Handelsrouten der Welt. Über sie wurde der Weihrauch aus seinem Ursprungsland Dhofar im heutigen Oman über den Jemen, Asir und den Hedschas zum Mittelmeerhafen von Gaza und nach Damaskus transportiert. Wichtige Handelsstationen an der Karawanenroute waren Schabwa, Sanaa, Medina und Petra.

## Bedeutung des Weihrauchs

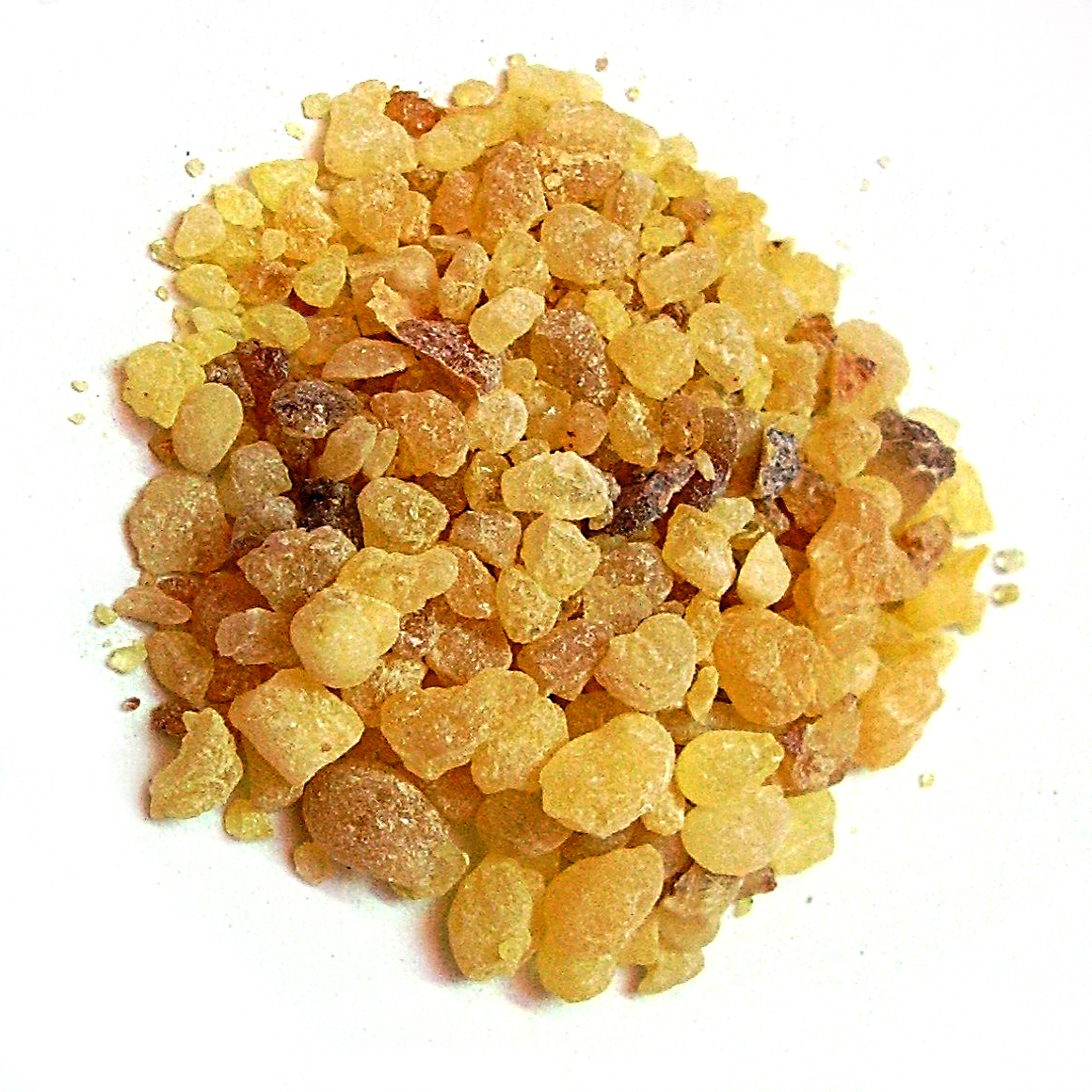
Harz des Weihrauchbaums

Das getrocknete Harz des Weihrauchbaums (Boswellia sacra) entwickelt beim Verglühen (Räuchern) einen aromatisch duftenden Rauch. Es wird von alters her als desinfizierendes und entzündungshemmendes  Räuchermittel in der Medizin genutzt. Als Heilmittel ist es in der außereuropäischen Medizin und Naturheilkunde bis heute sehr  begehrt.
Darüber hinaus wurde und wird Weihrauch für religiöse Kulthandlungen verwendet, etwa in der katholischen und in der orthodoxen Kirche. In den Tempeln fast aller Religionen der antiken Welt galt er als besonders wertvolle Opfergabe.

## Anfänge und Blütezeit
Die Erschließung der Weihrauchstraße wurde erst durch die Domestizierung des Dromedars in der Mitte des 2. Jahrtausends v. Chr. ermöglicht. Mit der Nutzung der Dromedare als Lasttiere sank die Abhängigkeit der Karawanen von den Wasserstellen in der Wüste.
Außer dem Weihrauch gelangten über den Karawanenweg auch Gewürze und Edelsteine aus Indien und Südostasien (Indienhandel) nach Palästina und Syrien. Bei Petra, nördlich des Golfs von Akaba, teilte sich die Weihrauchstraße in einen nördlichen Zweig mit dem Endpunkt Gaza und in einen östlichen, der nach Damaskus führte. Nach Berichten antiker Autoren benötigten Kamelkarawanen 100 Tagesmärsche für die 3.400 km lange Strecke zwischen Dhofar und Gaza.
Die Weihrauchstraße wurde wahrscheinlich im 10. Jahrhundert v. Chr. erstmals genutzt. Zu einem Aufschwung des Handels kam es jedoch erst nach der Entstehung der südarabischen Königreiche Saba, Qataban, Hadramaut und Ma'in im 8. Jahrhundert v. Chr. Der hohe Bedarf an Weihrauch bei kultischen Handlungen im Mittelmeerraum führte seit dem 5. Jahrhundert v. Chr. zu einer Blüte der Route sowie der Städte und Reiche, die sie verband. Um die Zeitenwende soll allein das Römische Reich 1.500 Tonnen der geschätzten Jahresproduktion von 2.500 bis 3.000 Tonnen Weihrauch konsumiert haben. Die Römer bezeichneten das Herkunftsgebiet des kostbaren Rohstoffs daher als Arabia Felix – glückliches Arabien.

## Das Ende der Weihrauchstraße
Der Bedeutungsverlust, der den langsamen Niedergang der Weihrauchstraße einläutete, begann als die ptolemäischen Herrscher Ägyptens  im 1. Jahrhundert v. Chr. den Seeweg durch das Rote Meer erschlossen. Dadurch  konnten sie in den Weihrauchhandel einsteigen und die hohen Zölle und Abgaben umgehen, die auf der Landroute erhoben wurden. Damit verlor nicht nur der alte Karawanenweg seine Bedeutung. Auch den antiken arabischen Königreichen wurde allmählich  die wirtschaftliche Grundlage entzogen. Dies führte im 3. Jahrhundert zum Aufstieg der Himyaren im Jemen. Sie stützen sich nun verstärkt auf die Landwirtschaft im klimatisch günstigeren Bergland und auf die Kontrolle des Seehandels.
Der Siegeszug des Islam seit dem 7. Jahrhundert bedeutete einen weiteren schweren Rückschlag für den Handelsweg. Zwar fand Weihrauch auch in der islamischen Medizin weiterhin Verwendung, nicht jedoch in der religiösen Sphäre der Moscheen.

## Antike Orte an der Weihrauchstraße

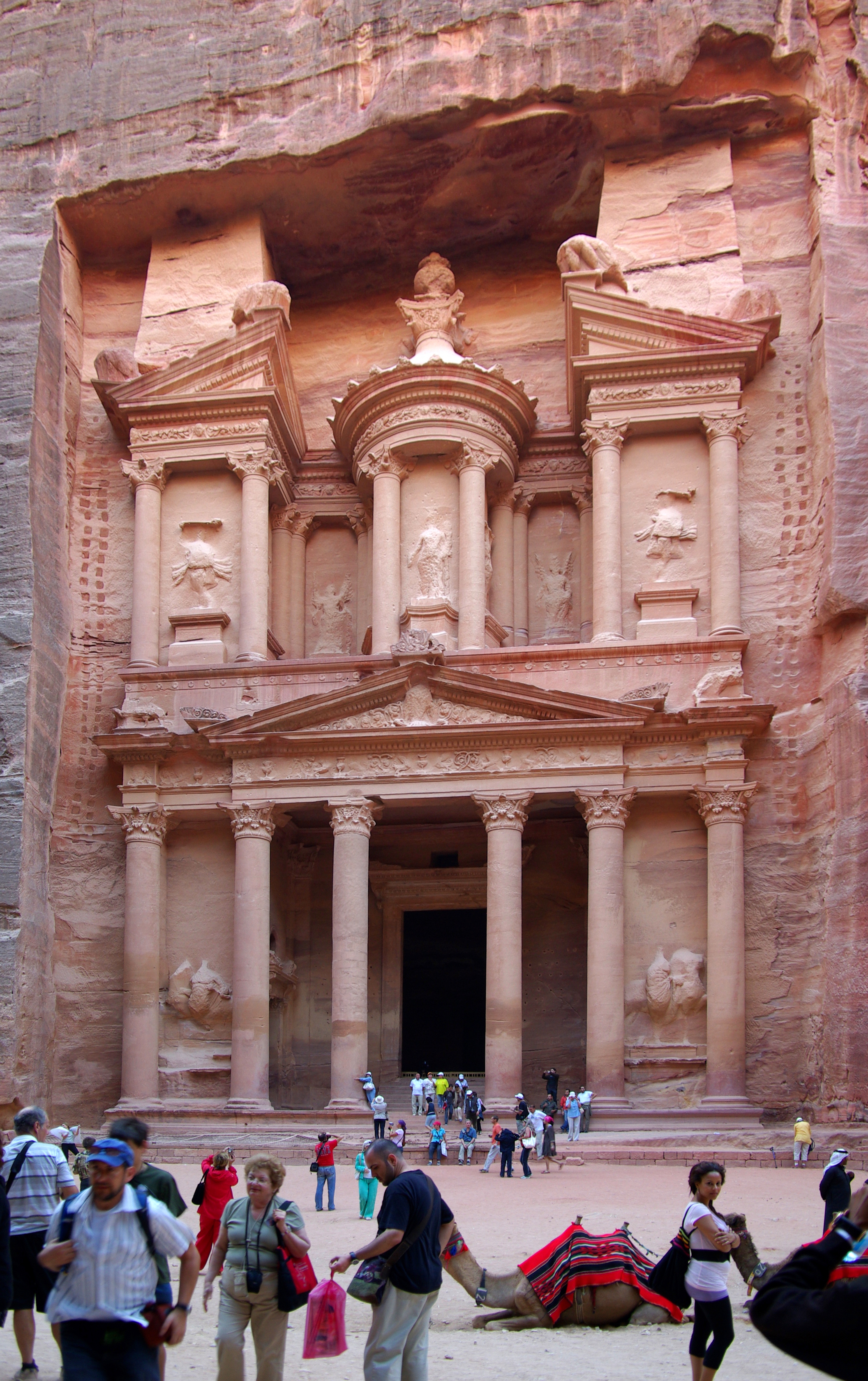
Die Nabatäer-Stadt Petra war ein wichtiger Ort des Handels mit Weihrauch.

- Nabatäerstädte Awdat, Elusa, Mamschit und Schiwta im Negev im heutigen Israel, zusammen mit vier Festungen und zwei Karawansereien 2005 unter der Bezeichnung Weihrauchstraße – Wüstenstädte im Negev in das UNESCO-Welterbe aufgenommen.[1]
- Petra im heutigen Jordanien, einer der wichtigsten Knotenpunkte für den Handel auf der Weihrauchstraße (Kreuzung von sechs Karawanenstraßen).
- Oase Tayma im heutigen Saudi-Arabien.
- Medina im heutigen Saudi-Arabien
- Sanaa im heutigen Jemen
- Hafenstädte Khor Rori und Al-Baleed und Handelsstadt Shisr im heutigen Oman, zusammen mit dem Weihrauchpark des Wadi Dawkah Bestandteil der 2000 in die Welterbeliste aufgenommenen Kulturerbestätte Land des Weihrauchs.[2]